# Thomas Phibel
Thomas Mathieu Phibel (ur. 31 maja 1986 w Les Abymes) – pochodzący z Gwadelupy francuski piłkarz występujący na pozycji obrońcy. Może występować na środku, jak i z prawej strony defensywy.
W 2013 roku rozwiązał kontrakt z łódzkim Widzewem i podpisał dwuletnią umowę z rosyjskim Amkarem Perm. Swoją pierwszą bramkę w nowym klubie strzelił w spotkaniu przeciwko Zenitowi, w 26 minucie. Dzięki jego trafieniu Amkar Perm zremisował w tym meczu.
W styczniu 2017 roku zawodnik podpisał kontrakt z rosyjskim klubelm Anży Machaczkała.

## Życie prywatne
Phibel urodził się w Les Abymes, na wyspie Gwadelupa. W listopadzie 2008 roku spowodował śmiertelny wypadek na rogatce w Maastricht. Sędzia skazał Phibela na dwa lata więzienia 4 sierpnia 2010 roku za spowodowanie wypadku, jazdę z nadmierną prędkością i pod wpływem alkoholu.